# Hata-jirushi
Les hata-jirushi (旗印) eren les banderes de guerra més comunes utilitzades al camp de batalla durant el Japó medieval. El terme es pot traduir literalment com a «bandera símbol»,«bandera marcador». A diferència dels nobori posteriors, que eren rígids, aquestes banderes eren estendards llargs i estrets que penjaven d'una barra horitzontal annexa a un màstil. Aquestes banderes s'empraven per tal de poder identificar i organitzar els grups de soldats durant les guerres; van ser substituides pels nobori. Més tard, algunes hata-jirushi es van folrar als costats per tal de crear una funda per a un pal als costats i la part superior, o van incorporar peces de roba que connectaven els seus costats i la part superior amb pals per fer les banderes visibles des de davant. Hi ha dues variants de les hata-jirushi: en la primera, un extrem de la bandera es trobava annexa al màstil, en la segona, el revers de la bandera es trobava en contacte amb el màstil, com en els vexillum romans.

## Galeria

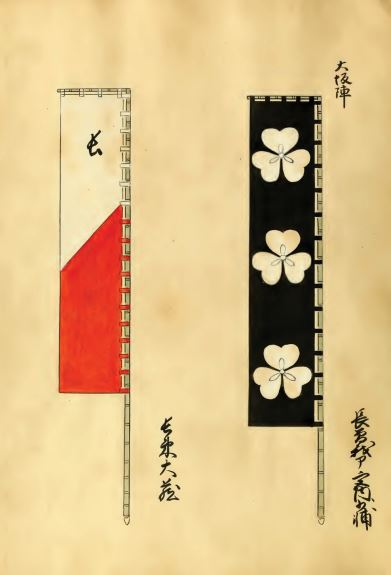
Hata-jirushi de Morichika i hata-jirushi de Natsuka Masaie (1562?-1600).
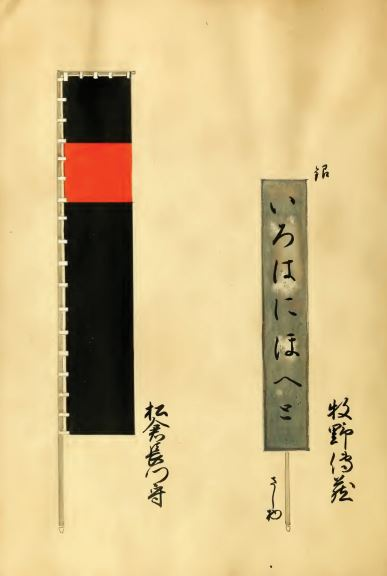
Estendard personal de Makino Narizumi i hata-jirushi de Matsukura Katsuie (1597-1638).
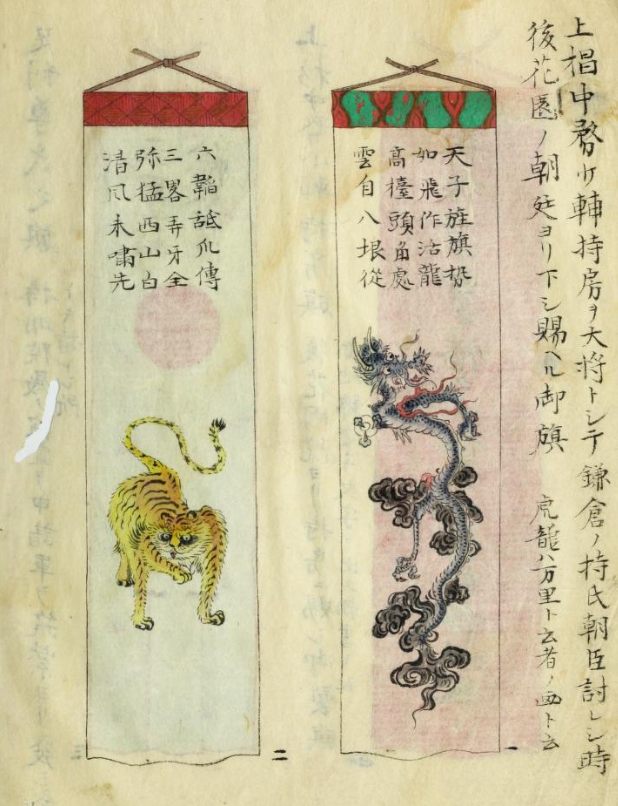
Dos hata-jirushis d'estil tradicional d'Uesugi Mochifusa; els estendards es troben decorats per les figures d'un tigre i un drac.
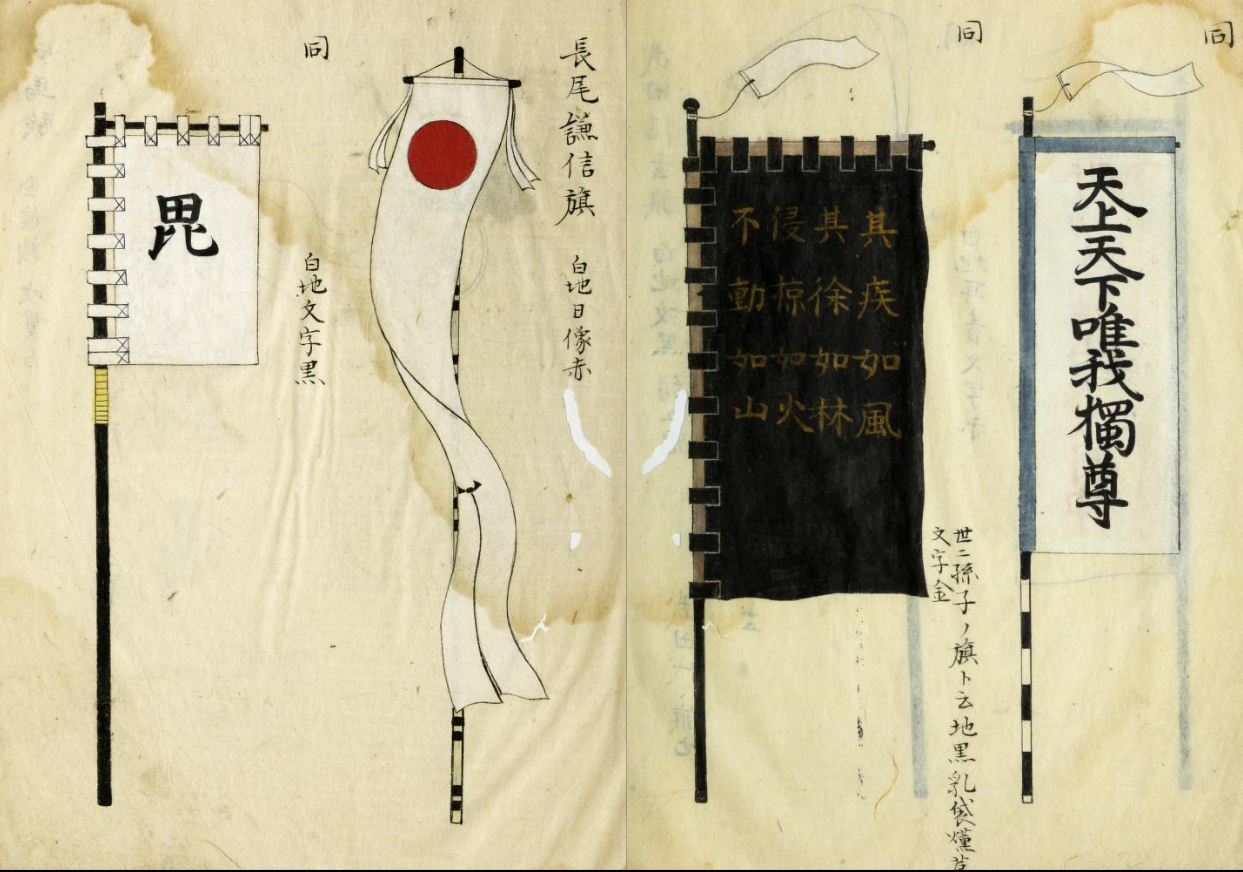
De dreta a esquerra: 1) hata-jirushi de Takeda Shingen; 2) hata-jirushi de fons negre amb kanjis daurats de Nagao (Uesugi) Kenshin 3) hata-jirushi amb un Sol vermell en un fons blanc 4) hata-jirushi blanc amb el kani white ground with black character 毘 (bi), referent a Bishamonten, una deitat.
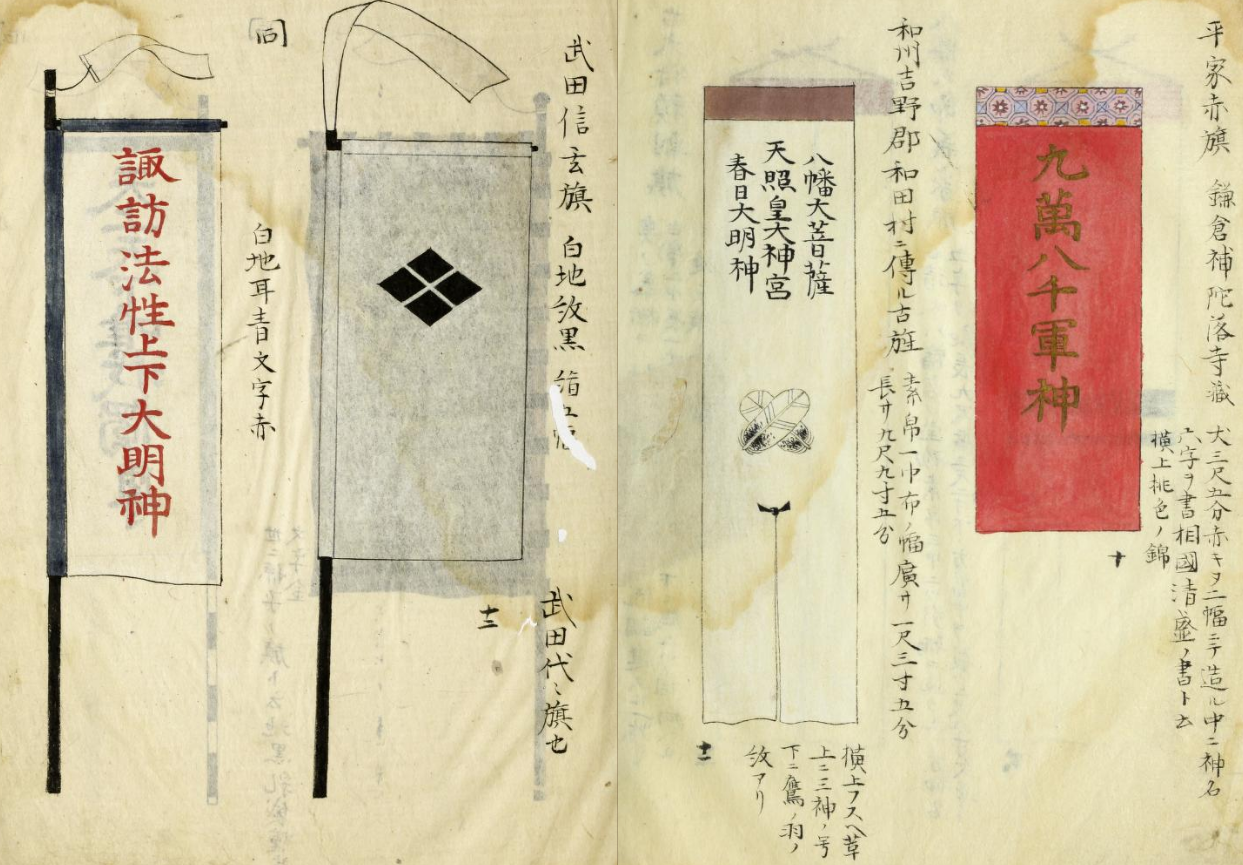
De dreta a esquerra: 1) estendard vermell del clan Taira; 2) un antic estendard trobat al poble de Wada, a la província de Yamato; 3) hata-hirushi del dàimio Takeda Shingen, presenta el fons blanc i una figura de quatre diamants negres; aquest pendó va ser emprat durant generacions per la família Takeda; 4) hata-jirushi blanc amb vores blaves i kanjis vermells.
EstendardFūrinkazan